# Antoni Owczarek
Antoni Owczarek (ur. 7 kwietnia 1930 w Sierakowicach, zm. 23 stycznia 1993) – ksiądz prałat, dziekan nieszawski, kapelan papieski Ojca Świętego.
Urodzony w Sierakowicach k. Skierniewic kształcił się w Skierniewicach, gdzie w roku 1951 ukończył gimnazjum im. B. Prusa. W tym samym roku, wstąpił do Wyższego Seminarium Duchownego we Włocławku.
Na kapłana został wyświęcony 14 lipca 1957 roku. Następnie objął funkcję wikariusza w Warcie, by w roku 1959 przejść do Chodcza. W roku 1961 został skierowany do parafii św. Mikołaja w Kaliszu, (przebywał tam do roku 1966), następnie w Turku i Grzymiszewie.
Rok 1967 był dla niego czasem, gdy został proboszczem w parafii Borysławice. W tamtejszej parafii przyczynił się do odnowy kościoła oraz wybudowania plebanii.
W roku 1980 został przeniesiony do Ciechocinka do Parafii Świętych Apostołów Piotra i Pawła w Ciechocinku jako wikariusz adiutor in omnibus księdza Józefa Świniarskiego.
W roku 1984 po śmierci proboszcza objął funkcję proboszcza tej parafii. Wydatnie przyczynił się do rozbudowy kościoła na potrzeby jej mieszkańców i kuracjuszy. Przedłużeniu uległa nawa główna, powstał kościół dolny oraz nowe zakrystie. 15 października 1989 bp Henryk Muszyński poświęcił powiększoną świątynię, której uroczystości tej poprzedzały różne imprezy kulturalne.
Pełnił obowiązki kapelana rodzin Westerplatczyków i Hubalczyków.
Zmarł nagle (z powodu wady serca), został pochowany na cmentarzu parafialnym. Dla uczczenia jego pamięci w roku 1995 jedną z ulic przed wejściem do kościoła nazwano jego imieniem.